# Mile Miškulin
Mile Miškulin (1873. – 1953.), bio je hrvatski odvjetnik, novinar, političar, i publicist. Kao političar bio je narodni zastupnik i ministar pravde. Rodom je iz Smiljana.